# Badoo
Badoo — социальная сеть знакомств. Главный офис компании располагается в Сохо, Лондон, однако сама компания зарегистрирована на Кипре, а принадлежит российскому бизнесмену Андрею Андрееву. В сентябре 2011 года в журнале The Economist была опубликована статья, в которой рассматривается неожиданный успех компании Badoo, позволивший ей стать «одной из наиболее успешных IT-компаний Европы», открыв совершенно новый рынок.
Социальная сеть Badoo работает фактически со всеми странами мира, но наиболее популярна она в Латинской Америке, Испании, Италии и Франции. Badoo располагается на 52-м месте во Франции и на 1772-м месте во всемирном рейтинге наиболее популярных веб-сайтов, согласно статистике портала Alexa Internet. В июле 2011 года Badoo поднялась до 59-го места в рейтинге самых посещаемых сайтов в мире с посещаемостью в 47 миллионов уникальных пользователей в месяц, сместив новостной портал CNN на 60-е место в топе.
Регистрация в социальной сети возможна только с 18 лет. Максимальный возраст — фактически не ограничен.
На данный момент в ней зарегистрировано более 530 миллионов (и это число стремительно растёт) человек по всему миру, обогнав тем самым своего главного соперника по поиску пары и друзей сервис Tinder с чуть более 400 млн человек на тот же момент.

## История
Идея сайта принадлежит Андрею Андрееву, который запустил его в апреле 2006 года со штаб-квартирой в Лондоне.
В январе 2008 года российский инвестиционный холдинг ФИНАМ вложил $30 млн за 10% акций компании Badoo. Средства должны были быть вложены в развитие российского рынка знакомств, только начинавшего быстрый рост. К 2009 году холдинг ФИНАМ обладал уже 20% акций компании Badoo, инвестировав ещё $50 млн.
В ноябре 2010 года журнал Forbes опубликовал слух, согласно которому социальная сеть знакомств Badoo могла выйти на IPO уже в 2011 году.
В сентябре 2011 года Badoo сообщила, что в её социальной сети зарегистрировано более 125 миллионов пользователей. Согласно часто задаваемым вопросам, опубликованным на их сайте, в компании работает более 200 человек по всему миру.
В 2019 году владелец сервиса Андрей Андреев продал контроль над компанией и ушёл с поста гендиректора компании. Основательница Bumble Уитни Вульф Хёрд сохранит большую часть своей доли и сменит Андреева на должности гендиректора MagicLab.
В марте 2021 года количество пользователей, зарегистрированных на сайте, достигло отметки в полмиллиарда людей по всему миру и это число стремительно растет.
В сентябре 2021 года сервис анонсировал крупное обновление с функцией Badoo Clips. В ней пользователи отвечают на поставленный вопрос, который они сами себе и задали, в виде так называемых stories (от англ. истории) наподобие социальной сети Instagram. Ранее похожую функцию с историями добавили в соцсеть ВКонтакте.
8 марта 2022 года Badoo объявил о прекращении работы приложения на территории России и Беларуси в связи со вторжением России на Украину.
29 марта сервис прекратил работать на территории Белоруссии, а через сутки — и на территории России. Невозможно зайти на сервис через веб-приложение, работают только мобильные приложения, установленные заранее.
В конце мая 2023 года сервис полностью перерабатывает сайт: от изменения главной страницы и страницы с поиском пары до страницы настроек пользователя и его профиля. Позже это коснулось и мобильных приложений сервиса.

## Функции
У Badoo есть несколько возможностей, которые позволяют пользователям встретить людей. Когда люди впервые регистрируются, люди выбирают, хотят ли они общаться, найти новых друзей или найти себе пару. Как только участники регистрируются, они могут общаться: встречаться с другими, загружать фотографии и видео.
Люди рядом: пользователи могут видеть и связываться с людьми, которые живут в их районе.
Поиск: Пользователи также могут видеть, кто пользуется приложением в другом городе или другой части мира.
Встреча: Ещё одна бесплатная функция, когда пользователи прокручиваются вправо (да) или влево (нет) в профилях других пользователей. Если есть совпадение, то оба пользователя будут уведомлены об этом.
Пользователи также могут делиться своими интересами и видеть общих друзей.
Badoo разработал множество функций безопасности, чтобы пользователи были реальными и проверенными. К таким функциям относится кнопка «selfie request», через которую женщины могут попросить мужчину, с которым они говорят, отправить «selfie», чтобы доказать, что он является тем же человеком, что и на фотографиях. Badoo также имеет процесс проверки фотографии, где пользователи загружают фотографию, имитирующую определённую позу. Затем эта фотография за 1 минуту проверяется одним из 5000 модераторов Badoo.
В 2017 году Badoo запустил функцию поиска двойников знаменитостей.
В июне 2021 года Badoo запретило делать скриншоты переписок и сохранять фотографии из чатов. Нововведение должно помочь избежать нежелательных утечек данных. Новая функция распространяется и на личные фотографии — теперь их нельзя сохранять. Badoo рассчитывает, что это заставит пользователей задуматься о чувствах тех людей, которые переживают, что переписка может стать достоянием общественности.
С октября 2021 года сервис будет обращать внимание пользователей на токсичные сообщения с сексуальным подтекстом. Новая функция именуется "Детектор грубости". Нововведение призвано защитить пользователей от «грубого и токсичного общения». Алгоритм в режиме реального времени обнаруживает «токсичные сообщения» и предлагает пользователям сообщить о случившемся. Нововведение направлено на создание более комфортной и уважительной культуры общения в приложении. Вместе с новой функцией приложение также запускает Safety Center (от англ. Центр безопасности) — сайт, посвященный вопросам безопасности в дейтинг-приложениях. В нем пользователи смогут найти подробные психологические советы и практики и важные телефоны доверия для помощи в сложных ситуациях.

## Open source
За время своего существования компания Badoo выпустила несколько продуктов под свободной лицензией, включая различные улучшения языка программирования PHP, сервер Pinba, собирающий статистику в реальном времени, бесплатный быстрый шаблонизатор Blitz для PHP, а также многие другие opensource-решения.